# Síndrome de Noonan
La síndrome de Noonan (SN) és un trastorn hereditari provocat per múltiples mutacions genètiques i que forma part de les anomenades rasopaties, un grup de malalties produïdes per l'excés d'activació de la via de comunicació cel·lular de les proteïnes Ras. Les mutacions es troben en diversos gens de diferents cromosomes, la qual cosa dificulta força la diagnosi. Se sap que els gens que tenen un nombre més gran de canvis implicats en l'origen del trastorn són: PTPN11, KRAS, SOS1 i RAF1. Mutacions heterozigòtiques en NRAS, HRAS, BRAF, SHOC2, SOS2, MAP2K1, MAP2K2 i CBL també s'han associat amb un petit percentatge de casos de SN i fenotips relacionats. Entre els identificats més recentment figuren RIT1, RASA2, MAP3K8 i SPRY.
Les manifestacions d'aquesta síndrome són molt heterogènies, tant en el tipus d'afectació somàtica i psíquica com en la seva gravetat. Entre altres signes i símptomes, la SN es caracteritza per: talla baixa i dèficit de desenvolupament corporal, trastorns greus en l'alimentació, deformitats esternals, defectes cardíacs, trets facials anòmals que evolucionen amb l'edat, criptorquídia, trastorns digestius, retard motor i maduratiu, alteracions musculoesquelètiques, hepatomegàlia i esplenomegàlia, patologies del sistema tegumentari, trastorns en la coagulació, trastorns de comportament, una major incidència oncològica de tumors sòlids (agreujada en algunes mutacions específiques), dificultats de visió i d'audició, dificultats en l'aprenentatge i dolors articulars crònics.
Apareix gairebé amb la mateixa freqüència que la síndrome de Down, 1 de cada 1.000-2.500 nascuts vius, de manera que és la segona malaltia genètica més habitual. L'associació de SN i una síndrome XYY és un fet possible, si bé insòlit.
En la majoria dels casos s'hereta de forma autosòmica dominant (generalment per via materna), encara que hi ha un augment gradual dels síndromes de Noonan recollits per la literatura mèdica en els quals la malaltia deriva d'una mutació de novo, és a dir, que apareix sense haver-la heretat de cap parent.
Tot i que les variants patogèniques dels gens implicats en aquesta síndrome solen presentar una herència autosòmica dominant, algunes variants del gen LZTR1 presenten herència autosòmica recessiva, de manera que els pares d'un infant afectat poden ser-ne portadors asimptomàtics.

## Història
La síndrome de Noonan va ser descrita per primera vegada per Jacqueline Anne Noonan en 1962. La mutació en el gen PTPN11 es descobrí l'any 2001.
Francisco de Goya i Lucientes va pintar el 1787 el quadre Els pobres en la font, en el qual apareix un nen amb una anomalia que molt probablement era una síndrome de Noonan.

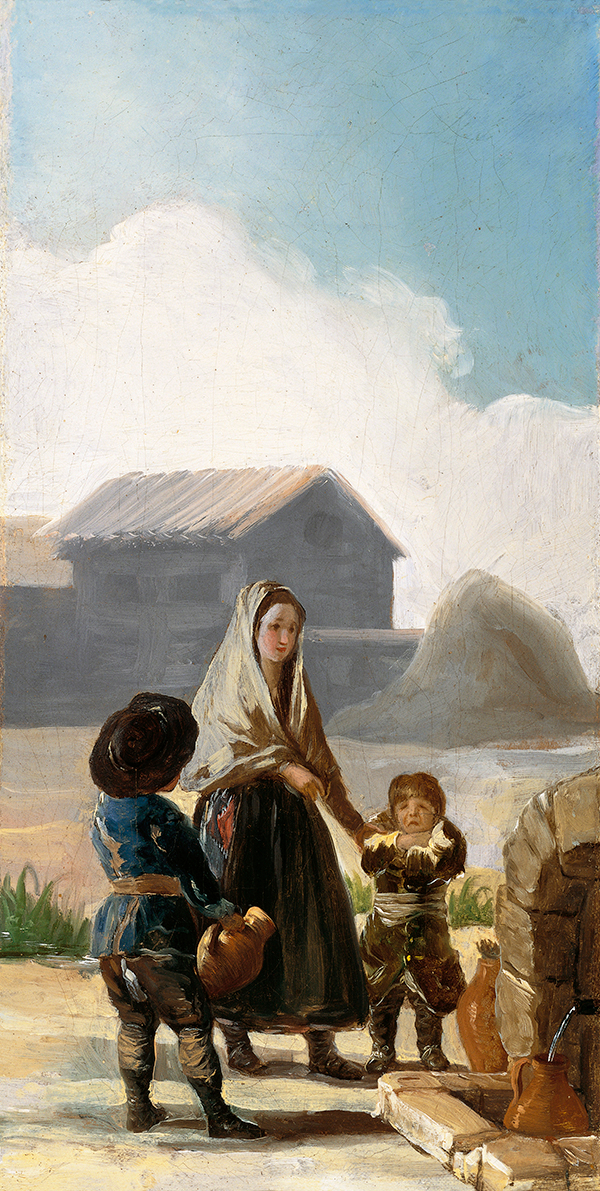
Els pobres en la font, Francisco de Goya, 1786-1787. Museu d'El Prado, Madrid, Espanya

## Quadre clínic
Els signes més important de la síndrome de Noonan, ordenats per ordre de freqüència, són:
- Falla de creixença i talla baixa. En el naixement el pes i la talla solen ser normals, però el creixement s'alenteix progressivament, fent-se molt evident en l'adolescència.
- Cardiopaties, en un 50-80% dels casos:[23]

- La cardiopatia típica (20-50%) és l'estenosi de vàlvula pulmonar.
- La miocardiopatia hipertròfica és present en un 20-30% dels casos, sobretot quan l'individu té mutacions al gen BRAF.
- Disfuncions coronàries.
- Fins a un 58% dels pacients presenten anomalies electrocardiogràfiques, fins i tot sense cap cardiopatia estructural.

- Fenotip peculiar. Els trets facials són molt característics. Amb l'edat, però, canvien i es suavitzen.[26] Els més destacables són:

- Hipertelorisme i epicant.
- Desviació ocular antimongoloide.
- Ptosi palpebral.
- Coll curt i ample, Pterigium colli.
- Orelles i cabell d'implantació baixa.

- Alteracions musculoesquelètiques:

- Pectus carinatum superior i excavatum inferior.
- Augment de la distància intermamilar (75-95%).
- Escoliosi (15%)

- Altres anomalies menys freqüents:

- Dèficit cognitiu lleu, en 25% dels casos.
- Trastorns de coagulació, com ara deficiència del factor XIII (estabilitzador de la fibrina).
- Displàsia limfàtica.
- Anomalies oculars o auditives.
- Criptorquídia (testicles no descendits).
- Retard motor i maduratiu, requereixen teràpies de suport al llarg de la seva infància per a una millor evolució.
- Fetge i melsa més grans del que és habitual.
- Trastorns del comportament i conducta. Dificultats d'aprenentatge.
- Espondiloartritis perifèrica i dolor articular d'origen desconegut.
- etc

## Diagnòstic
En alguns casos es pot detectar prenatalment mitjançant diagnòstic genètic molecular, si s'estableix la sospita a partir de la detecció de certes anomalies i la presència de casos familiars de la malaltia. Hi marcadors moleculars ben caracteritzats que localitzen les diferents mutacions que donen lloc a aquesta malaltia. Una mutació en el gen PTPN11 és la responsable de, aproximadament, un 50% dels individus afectats; el gen SOS1 mutat, del 13%; el gen RAF1, del 3-17% i el gen KRAS, de menys de 5%. Altres mutacions, amb un índex d'aparició entre els diferents malalts de menys del 1%, es donen en els gens NRAS, BRAF, LZTR1 i MAP2K1.
Les proves de diagnòstic biomolecular emprades per detectar aquesta síndrome inclouen l'ús de panells multigènics (multigene panels), tests seriats d'un únic gen i tests genòmics com la seqüenciació d'exons o seqüenciació del genoma complet.
És convenient avaluar a tots dos pares, incloent un examen físic minuciós amb una atenció particular a l'existència de signes de la síndrome. Es duran a terme ecocardiografies i electrocardiografies, buscant trets cardíacs propis de la síndrome. El moment òptim per a la determinació del risc genètic i la discussió de la disponibilitat de les proves prenatals és abans de l'embaràs. Si ambdós pares són normals, el risc de tenir un fill amb SN serà similar al de la població general (<1%), encara que podria ser lleugerament superior si la mutació de novo hagués tingut lloc en la línia germinal i existís un mosaïcisme de gamets.

## Tractament
En l'actualitat, no hi ha cap tractament específic disponible per a la síndrome de Noonan. Els pacients afectats han de menester intervencions per part de diversos especialistes (cardiòlegs, endocrinòlegs, genetistes, etc.), coordinats per un metge d'atenció primària (sigui pediatre, sigui metge de família) per a un seguiment eficaç a llarg termini. L'hormona del creixement s'ha fet servir de manera eficaç en algunes persones amb aquesta síndrome per a millorar-ne, no només l'estatura final, sinó també el to muscular, les funcions cognitives i l'estat físic global.